# Pioneer P-30
La Pioneer P-30 (també anomenada Atlas-Able 5A o Pioneer Y) fou una sonda espacial del programa Pioneer, amb la missió de situar-se en òrbita lunar, realitzar anàlisis científiques i provar maniobres de control des de Terra. Poc després del llançament, el 25 de setembre de 1960, la segona etapa del llançador s'encengué de forma incorrecta a causa d'un error en el sistema del comburent; la sonda no pogué assolir una òrbita terrestre i després d'arribar a uns 370 km d'altura reentrà a l'atmosfera i es destruí. Era una sonda pràcticament idèntica a la Pioneer P-3.